# Bahnstrecke Perpignan–Villefranche-de-Conflent
| Bahnhof Ille-sur-Têt, 1989 |                             |                                                |                                                |
| Verlauf der Bahnstrecke Perpignan–Villefranche-de-Conflent |                             |                                                |                                                |
| Streckennummer (SNCF): | 679 000                     |                                                |                                                |
| Streckenlänge: | 45,614 km                   |                                                |                                                |
| Spurweite: | 1435 mm (Normalspur)        |                                                |                                                |
| Stromsystem: | seit 1983 1,5 kV =          |                                                |                                                |
| Stromsystem: | bis 1971 12 kV, 16 2/3 Hz ~ |                                                |                                                |
| Maximale Neigung: | 21,5 ‰                      |                                                |                                                |
| |                             |                                                |                                                |
| \| \| \| Bahnstrecke Narbonne–Portbou von Narbonne \| \| \| \| 467,512 \| Perpignan \| Perpignan \| \| \| 467,813 \| (Basse; 220 m) \| (Basse; 220 m) \| \| \| 467,835 \| Bahnstrecke Narbonne–Portbou nach Portbou \| Bahnstrecke Narbonne–Portbou nach Portbou \| \| \| 469,715 \| A 9 \| A 9 \| \| \| 471,315 \| Perpignan-Roussillon \| Perpignan-Roussillon \| \| \| \| Bahnstrecke Perpignan–Thuir nach Thuir \| \| \| \| 471,758 \| LGV nach Figueres \| LGV nach Figueres \| \| \| 474,565 \| Le Soler \| Le Soler \| \| \| 479,333 \| Saint-Féliu-d’Avall \| Saint-Féliu-d’Avall \| \| \| 482,627 \| (Boulès; 60 m) \| (Boulès; 60 m) \| \| \| 483,201 \| Millas \| Millas \| \| \| 485,695 \| Néfiach \| Néfiach \| \| \| 489,407 \| Ille-sur-Têt \| Ille-sur-Têt \| \| \| 492,831 \| Bouleternère \| Bouleternère \| \| \| 494,721 \| Tunnel de Sierra-Ternère (374 m) \| Tunnel de Sierra-Ternère (374 m) \| \| \| 495,330 \| Domanova-Rodès \| Domanova-Rodès \| \| \| 495,668 \| Viaduc de Riou-Fagès (94 m) \| Viaduc de Riou-Fagès (94 m) \| \| \| 498,224 \| Vinça \| 247 m \| \| \| 499,026 \| Tunnel de Venta-Farines (177 m) \| Tunnel de Venta-Farines (177 m) \| \| \| 499,780 \| Viaduc de la Lentilla (Lentilla; 97 m) \| Viaduc de la Lentilla (Lentilla; 97 m) \| \| \| 501,805 \| Marquixanes \| Marquixanes \| \| \| 501,211 \| Viaduc de Llascou (46 m) \| Viaduc de Llascou (46 m) \| \| \| 507,297 \| Prades – Molitg-les-Bains \| Prades – Molitg-les-Bains \| \| \| 509,525 \| Viaduc du Marder (82 m) \| Viaduc du Marder (82 m) \| \| \| 510,917 \| Ria \| Ria \| \| \| 512,527 \| Viaduc sur la Têt (Têt; 42 m) \| Viaduc sur la Têt (Têt; 42 m) \| \| \| 513,126 \| Villefranche – Vernet-les-Bains \| Villefranche – Vernet-les-Bains \| \| \| \| Ligne de Cerdagne nach Latour-de-Carol-Enveitg \| \| |                             |                                                |                                                |
| Strecke |                             | Bahnstrecke Narbonne–Portbou von Narbonne      | Bahnstrecke Narbonne–Portbou von Narbonne      |
| Bahnhof | 467,512                     | Perpignan                                      | Perpignan                                      |
| Brücke über Wasserlauf | 467,813                     | (Basse; 220 m)                                 | (Basse; 220 m)                                 |
| Abzweig geradeaus und nach links | 467,835                     | Bahnstrecke Narbonne–Portbou nach Portbou      | Bahnstrecke Narbonne–Portbou nach Portbou      |
| Strecke mit Straßenbrücke | 469,715                     | A 9                                            | A 9                                            |
| Dienststation / Betriebs- oder Güterbahnhof | 471,315                     | Perpignan-Roussillon                           | Perpignan-Roussillon                           |
| Abzweig geradeaus und ehemals nach links |                             | Bahnstrecke Perpignan–Thuir nach Thuir         | Bahnstrecke Perpignan–Thuir nach Thuir         |
| Abzweig geradeaus und nach links | 471,758                     | LGV nach Figueres                              | LGV nach Figueres                              |
| Bahnhof | 474,565                     | Le Soler                                       | Le Soler                                       |
| Bahnhof | 479,333                     | Saint-Féliu-d’Avall                            | Saint-Féliu-d’Avall                            |
| Brücke über Wasserlauf | 482,627                     | (Boulès; 60 m)                                 | (Boulès; 60 m)                                 |
| Bahnhof | 483,201                     | Millas                                         | Millas                                         |
| ehemaliger Bahnhof | 485,695                     | Néfiach                                        | Néfiach                                        |
| Bahnhof | 489,407                     | Ille-sur-Têt                                   | Ille-sur-Têt                                   |
| ehemaliger Bahnhof | 492,831                     | Bouleternère                                   | Bouleternère                                   |
| Tunnel | 494,721                     | Tunnel de Sierra-Ternère (374 m)               | Tunnel de Sierra-Ternère (374 m)               |
| ehemaliger Bahnhof | 495,330                     | Domanova-Rodès                                 | Domanova-Rodès                                 |
| Brücke | 495,668                     | Viaduc de Riou-Fagès (94 m)                    | Viaduc de Riou-Fagès (94 m)                    |
| Bahnhof | 498,224                     | Vinça                                          | 247 m                                          |
| Tunnel | 499,026                     | Tunnel de Venta-Farines (177 m)                | Tunnel de Venta-Farines (177 m)                |
| Brücke über Wasserlauf | 499,780                     | Viaduc de la Lentilla (Lentilla; 97 m)         | Viaduc de la Lentilla (Lentilla; 97 m)         |
| Bahnhof | 501,805                     | Marquixanes                                    | Marquixanes                                    |
| Brücke | 501,211                     | Viaduc de Llascou (46 m)                       | Viaduc de Llascou (46 m)                       |
| Bahnhof | 507,297                     | Prades – Molitg-les-Bains                      | Prades – Molitg-les-Bains                      |
| Brücke | 509,525                     | Viaduc du Marder (82 m)                        | Viaduc du Marder (82 m)                        |
| Bahnhof | 510,917                     | Ria                                            | Ria                                            |
| Brücke über Wasserlauf | 512,527                     | Viaduc sur la Têt (Têt; 42 m)                  | Viaduc sur la Têt (Têt; 42 m)                  |
| U-Bahn-Kopfbahnhof Streckenanfang · Kopfbahnhof Streckenende | 513,126                     | Villefranche – Vernet-les-Bains                | Villefranche – Vernet-les-Bains                |
| U-Bahn-Strecke |                             | Ligne de Cerdagne nach Latour-de-Carol-Enveitg | Ligne de Cerdagne nach Latour-de-Carol-Enveitg |

Die Bahnstrecke Perpignan–Villefranche-de-Conflent ist eine normalspurige französische Eisenbahnstrecke von Perpignan nach Villefranche-de-Conflent in der Region Okzitanien. Die 47 km lange, eingleisige Strecke folgt dem unteren Lauf des Flusses Têt. Ihre Fortsetzung findet sie in der schmalspurigen Ligne de Cerdagne.
Sie ist die einzige Strecke in Frankreich, die über längere Zeit hinweg mit Einphasenwechselstrom mit einer Frequenz von 16 2⁄3 Hz betrieben wurde.

## Geschichte

### Bis 1910: Bau und Dampfbetrieb

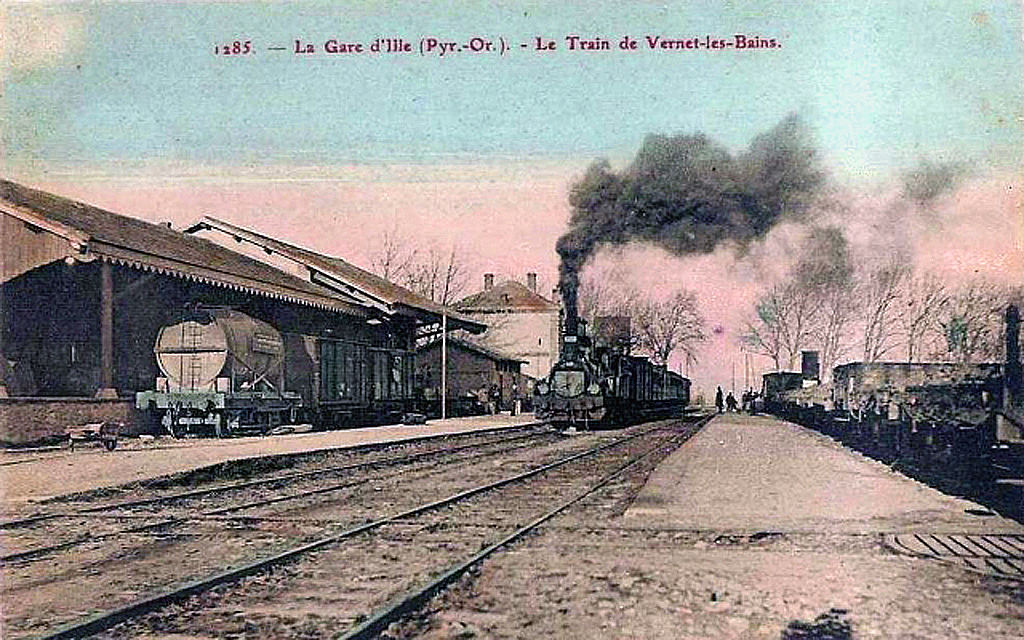
Bahnhof Ille-sur-Têt vor der Elektrifizierung

Am 20. April 1863 genehmigte die Nationalversammlung den Betrag von 2 Millionen Franc für den Bau einer Eisenbahnstrecke von Perpignan nach Prades.
Der 23 km lange erste Abschnitt bis Ille-sur-Têt wurde am 10. Dezember 1868 von der Eisenbahngesellschaft Compagnie du chemin de Fer de Perpignan à Prades eröffnet, die die Strecke am 15. März 1870 um 4 km bis Bouleternère verlängerte. Vollendet wurde die Strecke am 3. Januar 1877 unter Zwangsverwaltung, unter die die Gesellschaft auf eigenen Wunsch hin am 6. Februar 1873 gestellt worden war. Am 6. November 1878 meldete sie Insolvenz an und wurde am 13. Januar 1881 vom Staat aufgekauft.
Die Verlängerung der Strecke bis Olette sollte von der Compagnie des chemins de fer du Midi et du Canal latéral à la Garonne gebaut werden. Am 2. Juni 1895 wurde der Verkehr auf dem Abschnitt bis Villefranche-de-Conflent aufgenommen. Die Weiterführung bis Olette und darüber hinaus wurde jedoch erst 1910 mit der meterspurigen Ligne de Cerdagne realisiert.

### 1913 bis 1970: Elektrifizierung
1913 wurde die Strecke versuchsweise mit Einphasenwechselstrom von 12 kV und 16 2⁄3 Hz elektrifiziert, dabei konnte die Bahngesellschaft auf Erfahrungen mit diesem Stromsystem bei der Elektrifizierung der Bern-Lötschberg-Simplon-Bahn in der Schweiz zurückgreifen, wo neben Lokomotiven der Maschinenfabrik Oerlikon auch eine von AEG eingesetzt wurde.
Die für den Betrieb nötige Elektrizität wurde in den drei Wasserkraftwerken Fontpédrouse, Soulom und Eget erzeugt, die in den Jahren 1913, 1915 und 1919 erbaut wurden. Das Kraftwerk Soulom bei Pierrefitte hatte sechs Generatoren mit einer Leistung von je 2600 kW. Die Energie wurde über eine 60 kV-Freileitungen zu den Unterwerken in Lourdes und Tarbes übertragen, wo die Spannung auf 12 kV heruntertransformiert wurde.

#### Lokomotiven
Die Versuchslokomotiven mussten das folgende Pflichtenheft erfüllen: 
- Vorgeschriebene Achsfolge: 1'C1'
- Anfahren einer Anhängelast von 400 t auf 22 ‰ Steigung.
- Befördern eines Zuges von 300 t mit 40 km/h auf 22 ‰ Steigung.
- Befördern eines Zuges von 100 t mit 60 km/h auf 22 ‰ Steigung.
- Eine Rekuperationsbremse für die Talfahrt muss vorhanden sein.

Es wurden sechs Lokomotiven von Herstellern aus den Vereinigten Staaten, Frankreich, Deutschland und der Schweiz eingereicht: 
- E 3001 von den amerikanischen Herstellern Thomson und General Electric
- E 3101 von den deutschen Herstellern AEG und Henschel
- E 3201 des amerikanischen Herstellers Westinghouse, die einzige Lokomotive, die 1912 noch als 1C1 3900 zur SNCF gelangte und dort bis 1957 im Einsatz stand
- E 3301 der Schweizer Hersteller BBC und SLM, die spätere Fb 2/5 11001 der SBB, auf welcher der SBB der Buchli-Antrieb erprobt wurde
- E 3401 des französischen Herstellers Ateliers de Nord et de l'Est (ACENE), einem Vorläufer von Jeumont
- E 3501 der französischen Herstellers Schneider et Cie, in Zusammenarbeit mit den deutschen Unternehmen Felten und Lahmeyer

Drei Lokomotiven, welche das Pflichtenheft nicht erfüllen konnten, wurden an die Hersteller zurückgewiesen, dazu gehörte auch die E 3301 aus der Schweiz.

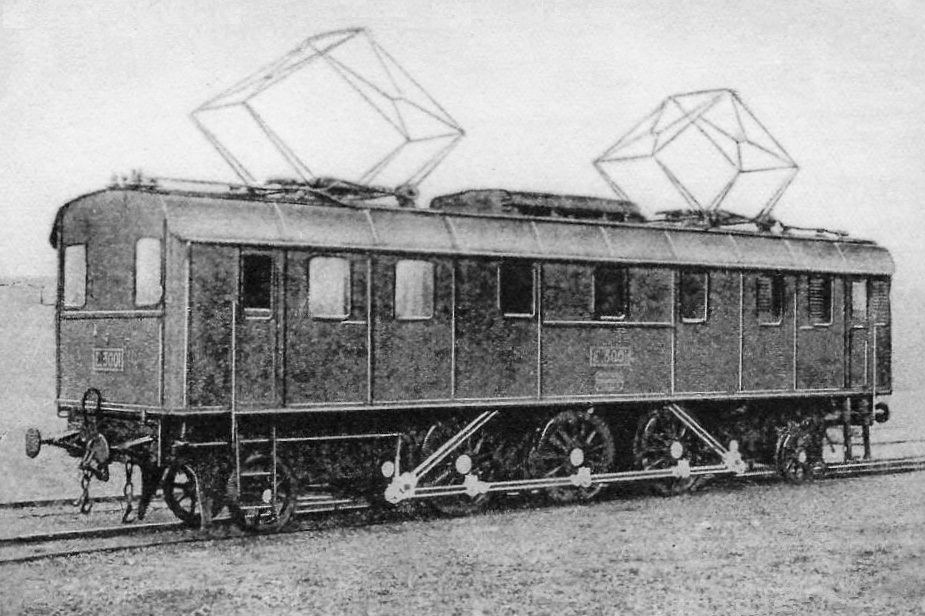
E 3001 Thomson, GE
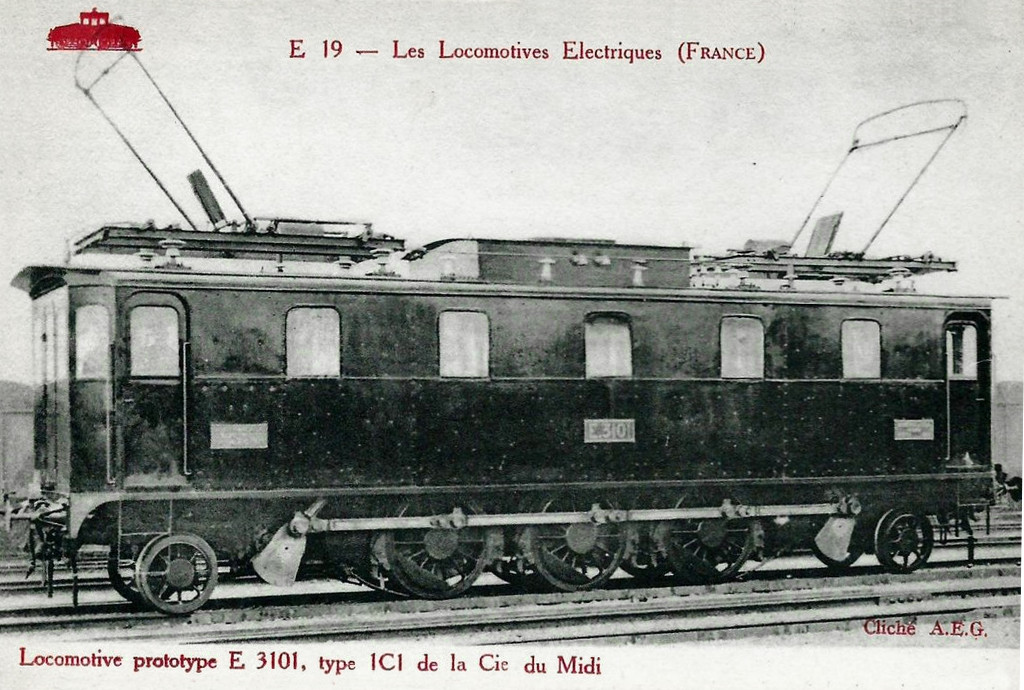
E 3101 AEG, Henschel
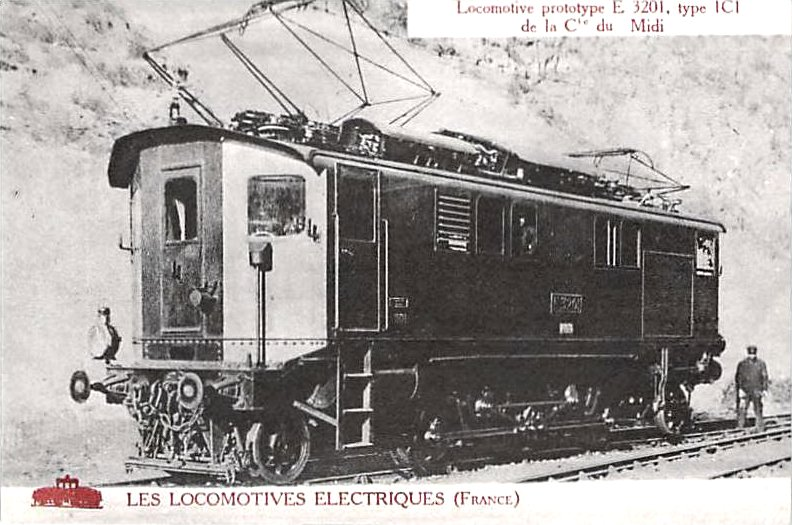
E 3201 Westinghouse
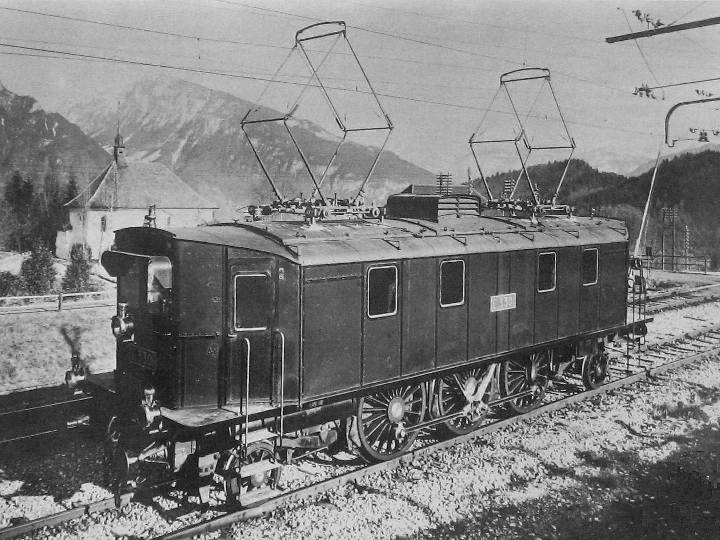
E 3301 BBC, SLM
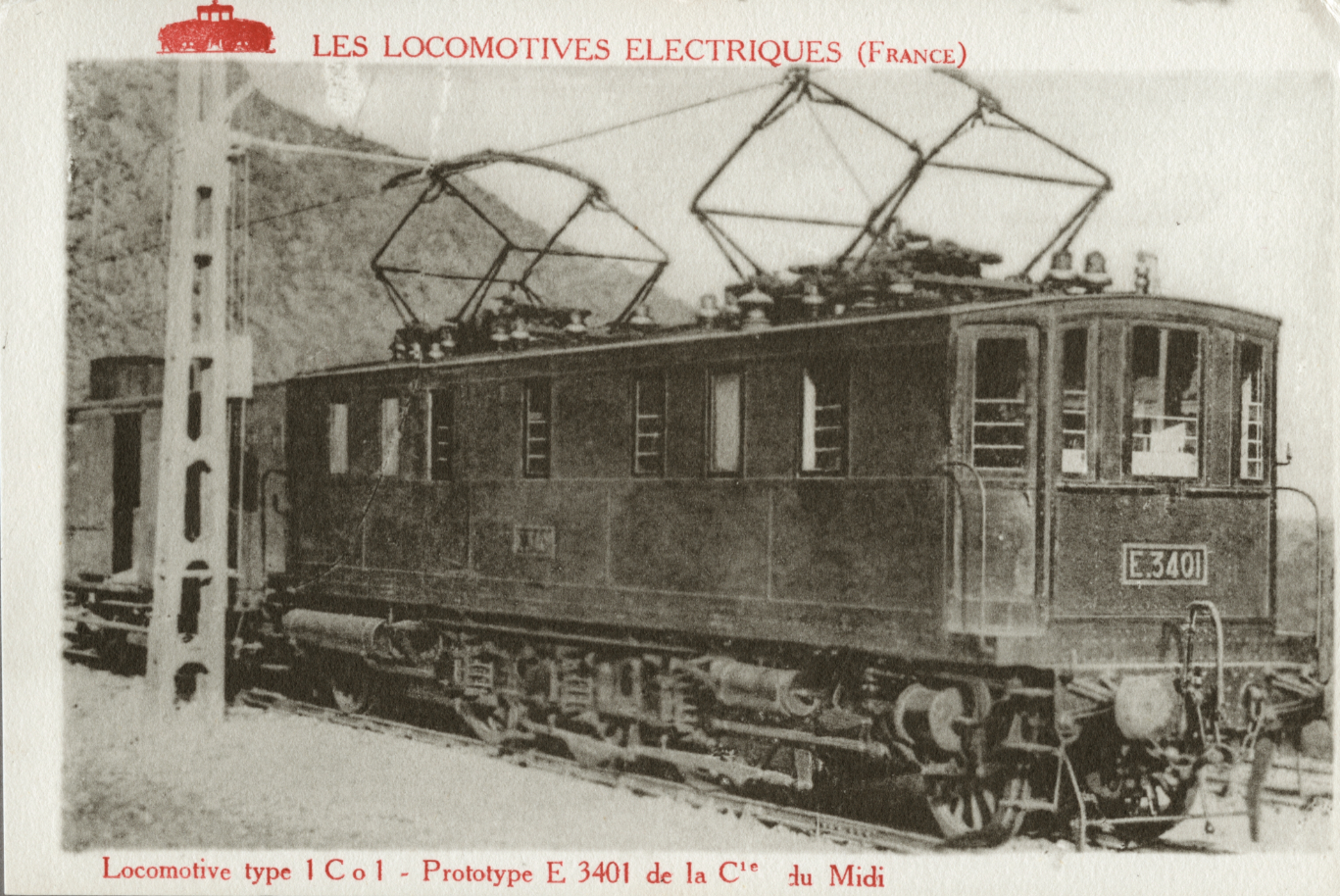
E 3401 ACENE
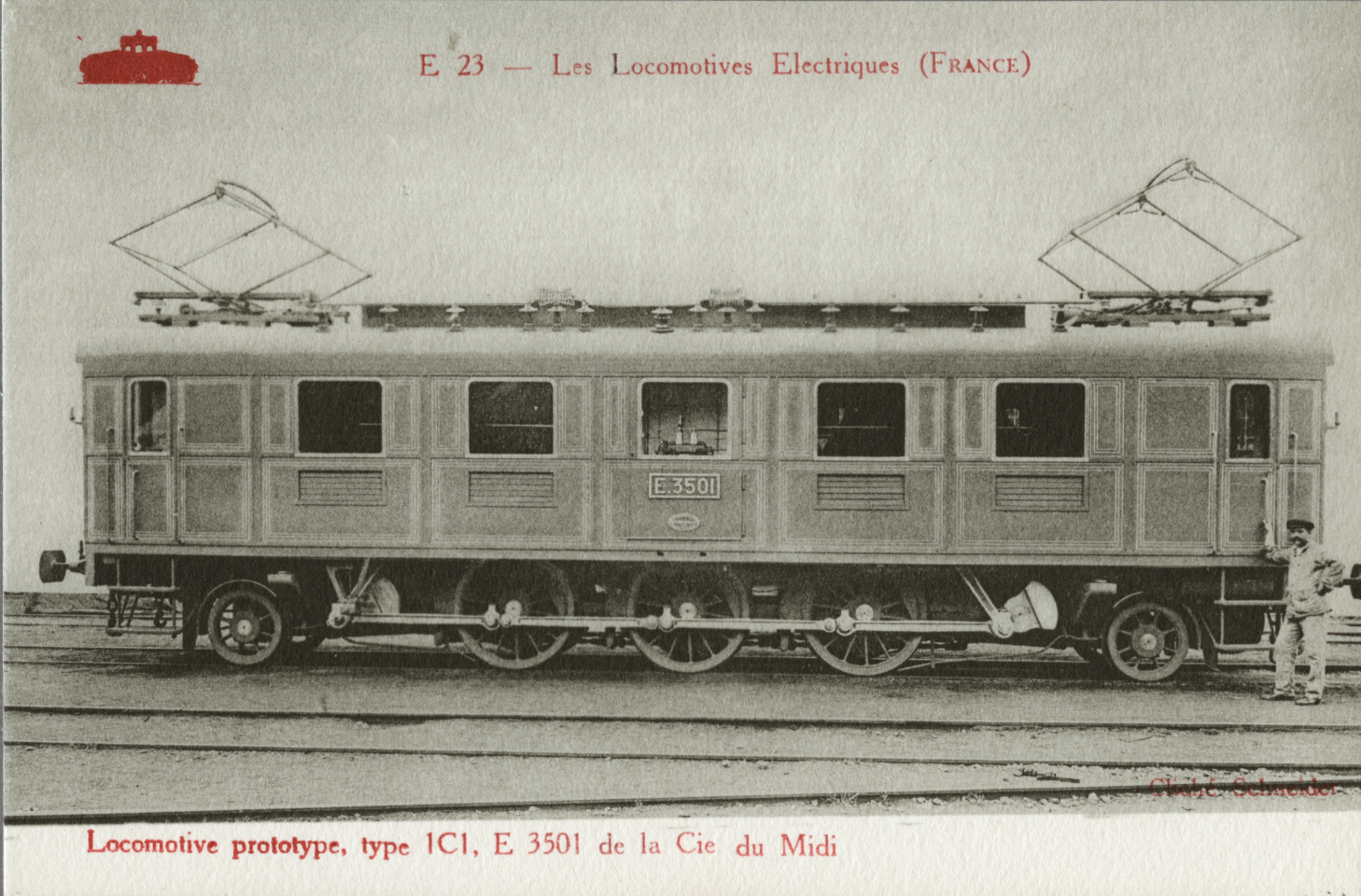
E 3501 Schneider, Felten, Lahmeyer

#### Triebwagen

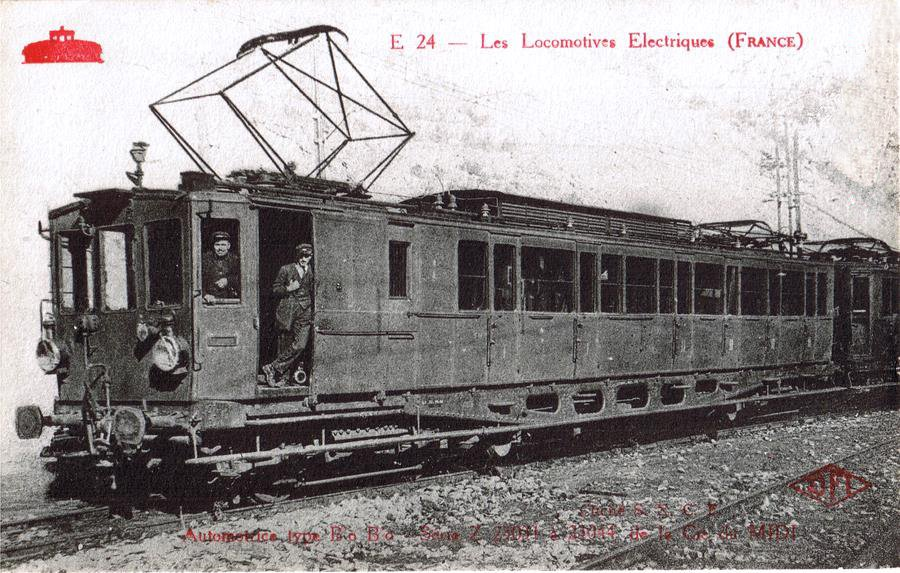
Wechselspannungs-Triebwagen der Serie E 1 bis E 30

Für den Personenverkehr erhielt die Gesellschaft ab 1913 insgesamt 30 Elektrotriebwagen (E 1 bis E 30) des späteren SNCF-Typs Z 4900, der auch auf ihren gleichartig elektrifizierten Strecken nach Tarbes, Pau und Montréjeau zum Einsatz kam. Nach der Umstellung der letztgenannten Strecken auf Gleichspannung gemäß Regierungsbeschlusses Anfang der 1920er Jahre verblieben 16 dieser Triebwagen auf der letzten verbliebenen Wechselstromstrecke Perpignan–Villefranche-de-Conflent. Nach der Ausmusterung der elektrischen Lokomotive 1C1 3900 bespannten sie auch Güterzüge.

### Seit 1971: Dieselbetrieb und erneute Elektrifizierung

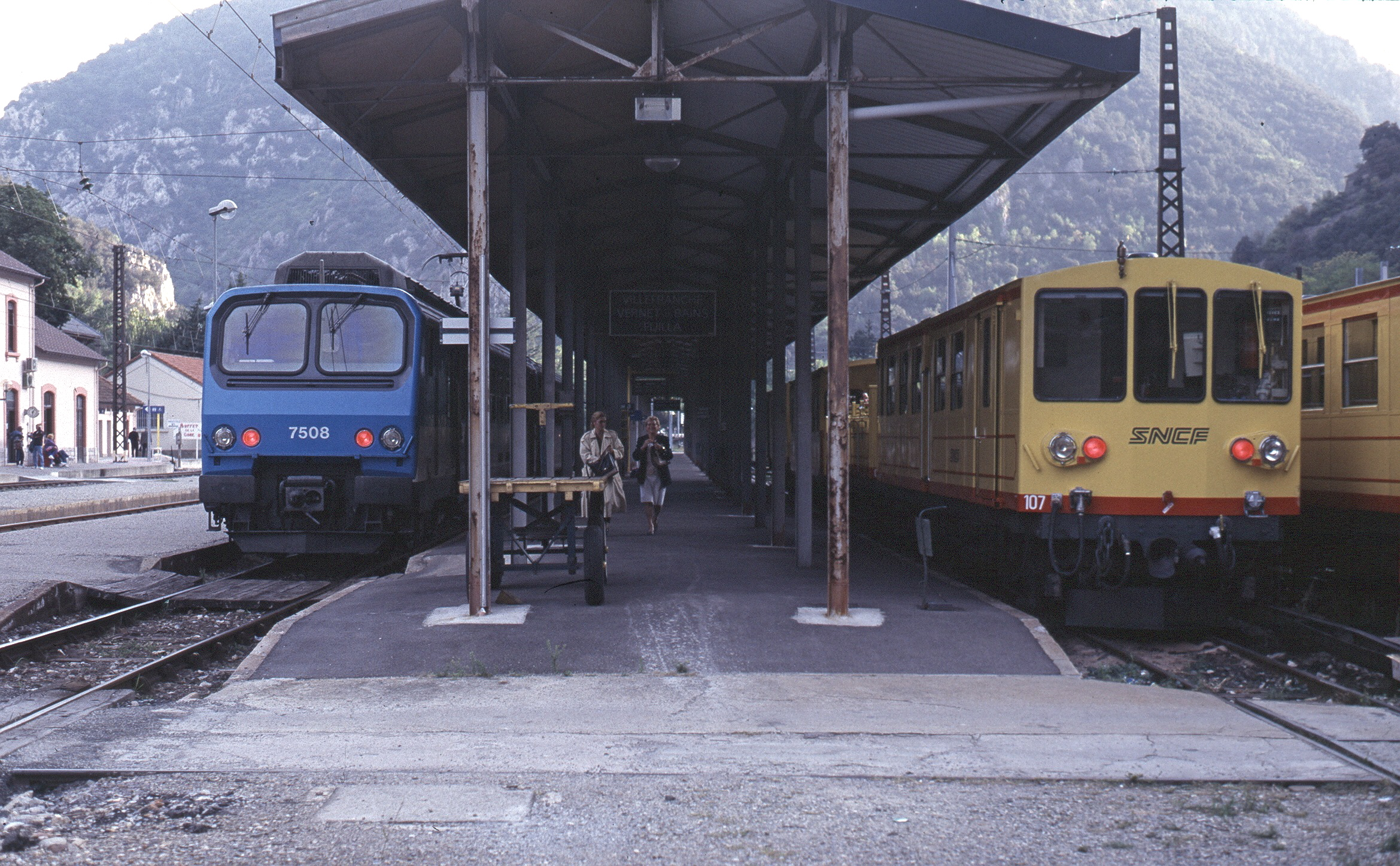
Zwei Spurweiten im Bahnhof Villefranche – Vernet-les-Bains: links ein normalspuriger Gleichspannungs-Triebwagen der Baureihe Z2, rechts ein Schmalspurzug der Ligne de Cerdagne, 1998

1971 endete die Stromversorgung mit Wechselspannung, fortan wurde die Strecke mit Dieselfahrzeugen – hauptsächlich Triebwagen der Baureihe X 4300 – bedient. Im Mai 1984 wurde die Strecke mit der im Süden von Frankreich üblichen Gleichspannung von 1500 V erneut elektrifiziert. Zunächst kamen Elektrotriebwagen des Typs Z2, später lokbespannte RIB-Wendezüge zum Einsatz.

### Unfall von Millas 2017
Am Nachmittag des 14. Dezember 2017 kollidierte auf einem beschrankten Bahnübergang in Millas ein zwischen Villefranche und Perpignan verkehrender TER-Regionalzug mit einem Schulbus. Sechs der 23 jugendlichen Fahrgäste des Busses kamen ums Leben oder verstarben in den folgenden Tagen. Siebzehn weitere Personen wurden verletzt, davon schwebten fünf noch drei Tage nach dem Unglück in Lebensgefahr. Die Bahnstrecke war zum Zweck der Beweiserhebung nach dem Unglück über zwei Jahre außer Betrieb. Verbände der Bahnbenutzer äußerten den Verdacht, die Ermittlungen seien nurmehr Vorwand für die Vorbereitung einer endgültigen Stilllegung der Linie durch die SNCF. Schließlich wurde am 21. Mai 2020 der Verkehr zunächst auf der Teilstrecke zwischen Perpignan und Ille-sur-Têt wieder aufgenommen, am 31. August 2020 dann weiter bis Prades. Das letzte Teilstück bis Villefranche-de-Conflent wurde am 16. November 2020 wieder in Betrieb genommen.